# بيدرو ألبرتو كانو أريناس
بيدرو ألبرتو كانو أريناس (بالإسبانية: Pedro Alberto Cano)‏ هو لاعب كرة قدم إسباني، ولد في 14 يونيو 1969 في بلباو في إسبانيا، وتوفي في 20 يوليو 2002 في نوفيلدا في إسبانيا بسبب وذمة دماغية. لعب مع ديبورتيفو ألافيس وريال أوفييدو ونادي ديبورتيفو طليطلة ونادي نوفيلدا.

## وصلات خارجية
- بيدرو ألبرتو كانو أريناس على موقع قاعدة بيانات كرة القدم.إي يو (الإنجليزية)